# Lycia denhami
Lycia denhami är en fjärilsart som beskrevs av Harrison 1910. Lycia denhami ingår i släktet Lycia och familjen mätare. Inga underarter finns listade i Catalogue of Life.